# Louise-Schroeder-Schule (Berlin)

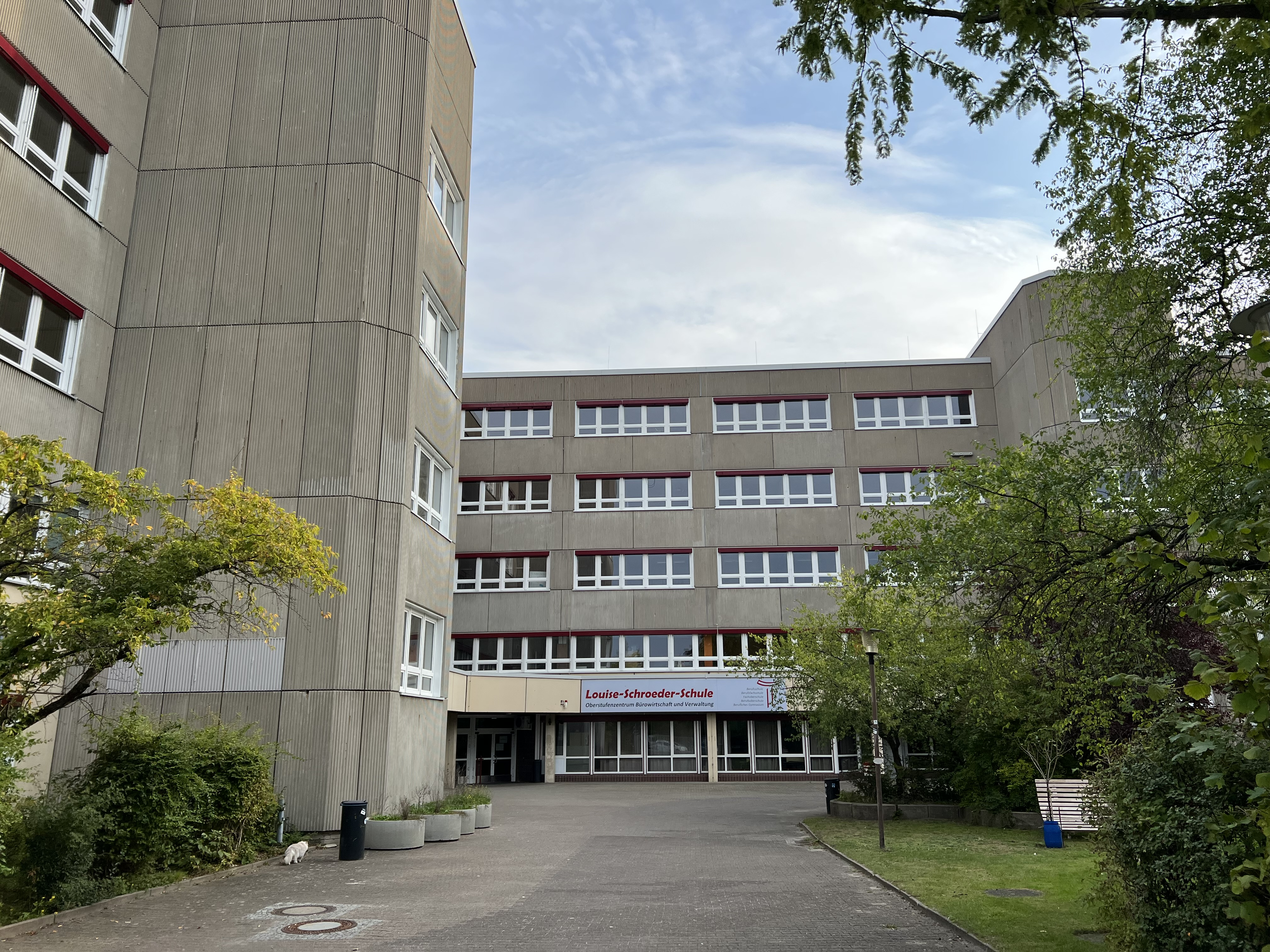
Schulgebäude

Die Louise-Schroeder-Schule ist ein öffentliches Oberstufenzentrum für Bürowirtschaft und Verwaltung in Berlin-Lichterfelde Süd. 1982 wurde das Oberstufenzentrum für Bürowirtschaft und Verwaltung gegründet und trägt seit Mai 2012 den Namen Louise-Schroeder-Schule. Verschiedene Bildungsgänge bilden an der Schule eine Einheit: Mit etwa 150 Lehrkräften wird von der Berufsausbildung bis zum Beruflichen Gymnasium alles abgedeckt. Ein besonderes Profil der Schule ist, dass die Berufe Kaufleute für Büromanagement und Fachangestellte für Medien- und Informationsdienste in Lernfeldern organisiert sind.

## Geschichte und Namensgeberin

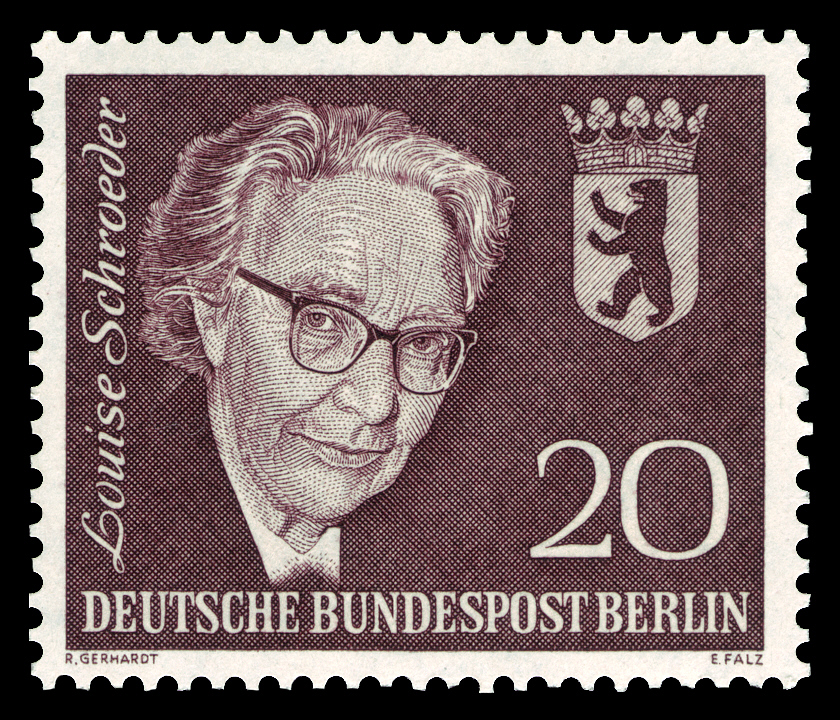
DBPB 1961 Louise Schroeder

Das Oberstufenzentrum für Bürowirtschaft und Verwaltung wurde 1981 gegründet und war bis zur Deutschen Wiedervereinigung mit den dort angebotenen Ausbildungsberufen in West-Berlin einzigartig. Nach der Wiedervereinigung entstanden nach und nach vier Oberstufenzentren für Bürowirtschaft und Verwaltung. Die traditionsreiche Friedrich-List-Schule in Berlin-Lichtenberg, die zeitweise Filialschule der damals unter dem Namen „Oberstufenzentrum für Bürowirtschaft, Sozialversicherung und Verwaltung Berlin-Steglitz“ firmierenden Louise-Schroeder-Schule war, sowie das Oberstufenzentrum für Bürowirtschaft I, ebenfalls in Steglitz und die Elinor-Ostrom-Schule in Berlin-Pankow.
Um die Schule von anderen Oberstufenzentren mit ähnlichem Profil zu unterscheiden, erhielt sie einen Ehrennamen. Seit dem 31. Mai 2012 trägt die Schule den Namen der ehemaligen kommissarischen  Berliner Oberbürgermeisterin und Ehrenbürgerin Louise Schroeder. Ausschlaggebend für die Namensgebung war, dass Louise Schroeder selbst gelernte Bürokraft war. Am Festakt nahm auch der damalige Regierende Bürgermeister von Berlin, Klaus Wowereit, teil.

## Bildungsgänge

### Berufsschule
Die Regelausbildungsdauer in der Berufsschule beträgt 3 Jahre bei wöchentlich 12 Stunden, davon 8 Stunden berufsbezogenem Unterricht.
- Verwaltungsfachangestellte
- Verwaltungsfachangestellte (Doppelqualifikation)
- Kaufleute für Büromanagement
- Fachangestellte für Medien- und Informationsdienste

Der berufsbezogene Unterricht in der Berufsschule ist in Lernfeldern organisiert. Die Lernfelder orientieren sich an betrieblichen Handlungsfeldern. Zentrales Ziel ist es, die Entwicklung umfassender Handlungskompetenz zu fördern. Handlungskompetenz wird verstanden als die Bereitschaft und Befähigung des Auszubildenden, sich in beruflichen, gesellschaftlichen und privaten Situationen sachgerecht durchdacht sowie individuell und sozial verantwortlich zu verhalten. Für die Lernfelder im Beruf Kaufmann/Frau für Büromanagement hat die Schule an dem Entwicklungsprojekt KaBueNet mitgewirkt. In dem Projekt haben sieben Schulen ein gemeinsames Lernfeldcurriculum entwickelt, welches in dieser Form einzigartig in Berlin ist.

### Fachoberschule für Wirtschaft
- FOS zweijährig
- FOS 13

### Berufliches Gymnasium
Das berufliche Gymnasium verbindet Allgemeinbildung mit beruflicher Bildung und führt zur allgemeinen Hochschulreife, mit der jedes Fach an jeder Universität studiert werden kann. Inhaltlicher Schwerpunkt sind die Fächer Wirtschaft und Recht, die als Leistungskurse gewählt werden können. Zusatzkurse können Sportmanagement und Psychologie sein. Jedem Schüler wird ein Coaching angeboten, um Lernstrategien zu verbessern und erfolgreich das Abitur zu bestehen. Das Gymnasium kooperiert mit Hochschulen und nimmt an Projekten zur Existenzgründung teil.